# 구조 미치후사
구조 미치후사(일본어: 九条道房)는 에도 시대 전기의 공가이다. 후지와라씨 구조류 섭가 중 구조가의 당주. 섭정, 좌대신을 지냈다. 첫 이름은 다다카타(忠象). 미치후사는 도요토미 히데카쓰(도요토미 히데요시의 조카)와 스겐인(오다 노부나가의 조카)의 외손으로 도쿠가와 이에미쓰의 조카가 된다.
구조 유키이에와 사다코(쇼군 이에미쓰의 동복누나)의 차남으로 태어났다.

## 같이 보기
- 마쓰다이라 미쓰나가, 도쿠가와 이에쓰나, 도쿠가와 쓰나시게, 도쿠가와 쓰나요시, 메이쇼 천황, 마에다 미쓰타카, 마에다 도시쓰구, 마에다 도시하루 - 미치후사의 사촌 동생

| 전임 구조 유키이에 | 제19대 구조가 당주 | 후임 구조 가네하루 |

| 전임 니조 야스미치 | 제3대 섭정 (인신섭정, 에도 시대) 1647년 | 후임 이치조 아키요시 |